# 南パタゴニア氷原
南パタゴニア氷原（みなみパタゴニアひょうげん）とは、南アメリカ大陸の南端部に存在する、チリとアルゼンチンにまたがるパタゴニア地方に広がる氷原である。

## 概要

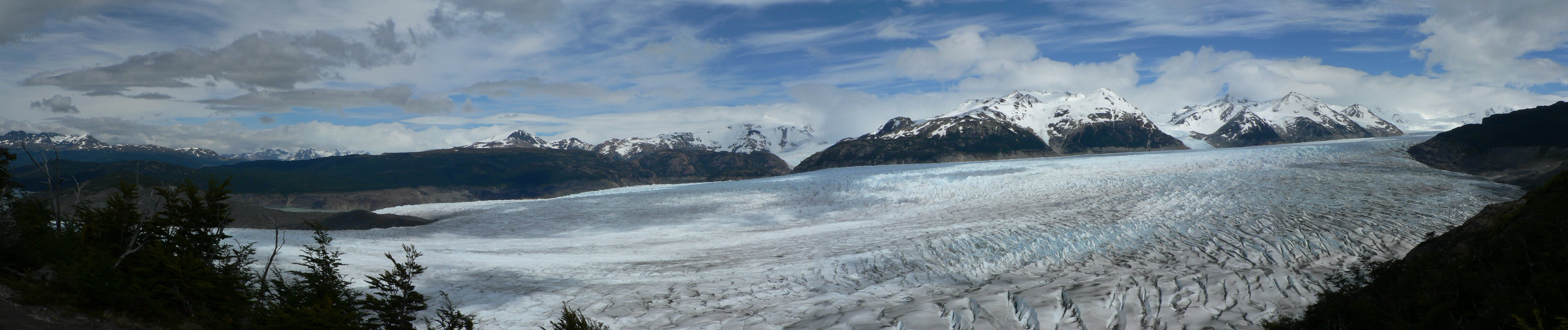
チリのグレイ氷河（トーレス・デル・パイネ国立公園）

総面積約1万3000平方キロメートルの広大な氷原。凍結した陸塊としては南極大陸、グリーンランドに次いで、現在の地球上では3番目に大きい。アンデス山脈を源として、チリ側とアルゼンチン側を合わせて48の氷河が流れ出している。
近年、氷原や氷河の縮小、後退が生じている。宇宙航空研究開発機構では、陸域観測技術衛星だいちの撮影データから、オイギンス氷河が1986年から2007年までの21年間で最大1.2km後退した事例を発表している。

## 事件
- 2012年1月、チリのコクラン警察はパタゴニア氷原にあるホルヘ・モント氷河（英語版）から5tの氷を盗もうとした犯罪グループの検挙。被害額を6,200ドルとして計上している[2]。